# Alois Döttling
Alois Döttling (* 13. Juni 1892 in Wien; † 18. Juli 1956 ebenda) war ein österreichischer Politiker der Christlichsozialen Partei (CSP) und der Österreichischen Volkspartei (ÖVP).

## Ausbildung und Beruf
Nach dem Besuch der Volks- und Mittelschule ging er an eine Papierfachschule. Bis zum Jahr 1914 leitete er ein Papiergeschäft in Wien/Mariahilf. Im Jahr 1928 wurde er Landesparteisekretär der CSP Steiermark. 1932 wurde ihm aufgrund einer schweren Kriegsverletzung eine Trafik in Wien/Hütteldorf zugewiesen. 1935 wurde er in den Vorstand des Verbands der Tabakverschleißer bestellt.
Nach dem Zweiten Weltkrieg war Döttling Kandidat der ÖVP für die Nationalratswahl 1949.

## Politische Mandate
- 15. Jänner 1931 bis 2. Mai 1934: Mitglied des Bundesrates (IV. Gesetzgebungsperiode), CSP